# Eremo di Santa Maria Annunziata
L'eremo di Santa Maria Annunziata è un'architettura religiosa collocata sulla sommità del Monte Rua, al centro del Parco regionale dei Colli Euganei, presso il comune di Torreglia in provincia di Padova. Si tratta di un tipico eremo camaldolese, costituito da una serie di strutture la cui origine risale 1339, ad opera di alcuni monaci.

## Storia

### Origini
Il monte Rua, prima ancora di ospitare l'eremo di Santa Maria Annunziata, è stato luogo di sacralità e culti già in epoca preromana quando il colle, dedicato alla dea madre Rea, fu popolato dai suoi primi abitanti: gli Euganei. Con la dominazione romana del territorio si ha notizia della presenza di un tempio dedicato alla dea Diana o a Venere e di un secondo luogo sacro dedicato alle ninfe, divinità femminili minori legate alla natura e in particolare all'acqua. Da questo si pensa che l'etimologia del nome Rua utilizzato per indicare questo monte derivi dal verbo greco reo nel significato di scorrere, in relazione dunque alla morfologia del territorio caratterizzata dalla presenza di alcune sorgenti d'acqua.

### Fondazione
Il complesso monastico fu fondato nel 1339 da due anacoreti della comunità di San Mattia di Murano, dopo aver chiesto il permesso al vescovo di Padova dell'epoca, di poter edificare una chiesa dedicata alla Madonna proprio sulla cima del Monte Rua. Qui i due si erano da poco stanziati tanto da sentire la necessità di creare un luogo sacro, dove poter intraprendere una vita di santità e clausura in comunità con altri fratelli.

### Dal XIV al XVI secolo
L'eremo venne inizialmente costruito in legno, materiale deperibile e di minor pregio, poi sostituito più tardi, nel 1500, da una nuova struttura in pietra, dopo un lungo periodo di abbandono. Furono realizzate attività di ristrutturazione e ampliamento dell'intero complesso, trasformandolo così in un monastero più grande e articolato, non a caso è oggi considerato uno dei poli di maggior attrazione del turismo religioso e non solo del Veneto. Nel 1542 fu qui fondata la comunità camaldolese, stanziatasi definitivamente su questo monte, che ospita ancora oggi una decina di monaci. Essi seguivano la regola di San Romualdo, una regola di derivazione benedettina che porta con sè la particolarità di saper unire cenobitismo ed eremitismo in un solo stile di vita fatto di preghiera, studio, accoglienza, lavoro e meditazione, tutto ciò, silenziosamente raccolti nel silenzio di queste strutture. 

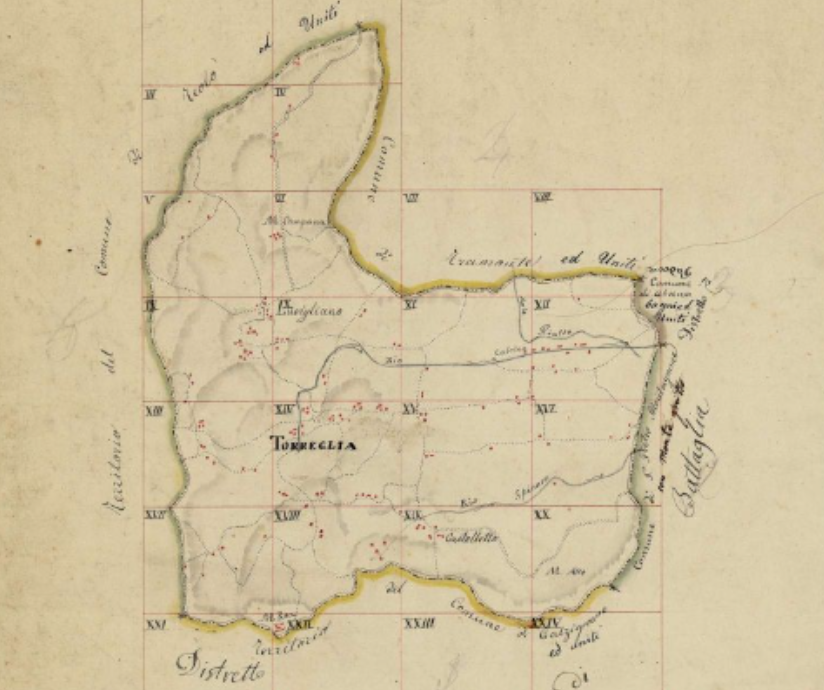
Mappa storica del comune di Torreglia, dal Catasto Austriaco dell'archivio di Stato di Padova, (Anno 1845).

### Dal XIX secolo
Nonostante iniziali difficoltà economiche e sociali, all'inizio del 1800 il complesso monastico vantava grande splendore, momento di luce che fu però spento già nel 1806, con la cacciata dei monaci a causa della volontà degli editti napoleonici che ordinarono l'immediata soppressione degli ordini religiosi. La fine di questo eremo fu però solo apparente e momentanea. Nel 1863, infatti, fu riattivato grazie all'impegno e all'operato di uno dei padri della comunità, padre Emiliano, che nonostante la distruzione e il saccheggio di arredi e paramenti sacri messo in atto dai francesi di Napoleone, riuscì a dare nuova vita alla comunità e al monastero da essa abitato.
La storia prosegue ancora al giorno d'oggi con una piccola comunità di frati che pur vivendo in isolamento, in pochi periodi dell'anno godono della visita di familiari e curiosi visitatori felici di sperimentare l'armonia e la spiritualità del luogo. Negli ultimi decenni, tra sforzi di restaurazione e conservazione, l'eremo, riportato alla sua antica bellezza e funzionalità, è diventato luogo di interesse spirituale e culturale per visitatori e pellegrini che giungono qui da ogni parte del mondo.

## Descrizione

### Paesaggio

#### Flora
Il monte Rua, situato tra i pendii dei colli Euganei, presenta una vegetazione varia e mutevole a seconda della zona presa in considerazione: la diversa direzione della luce solare influenza il clima del colle e di conseguenza anche la flora che lo abita.

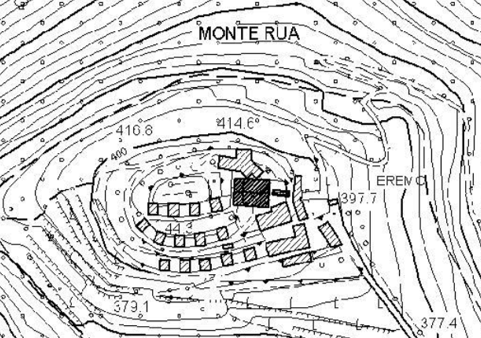
Carta tecnica regionale dell'Eremo sul Monte Rua.

A nord il territorio è caratterizzato dalla fiorente presenza di faggi, betulle, castagni e conifere esotiche. La vegetazione è di tipo mediterraneo, con anche boschi di roverella, leccio, erica arborea e corbezzolo.
A sud si trova invece una vegetazione ampiamente influenzata dal lavoro umano ed in particolare vigneti posti su terrazzamenti. Questi sono stati creati dagli stessi frati della comunità dell'eremo per rendere il territorio, di per sé tutt'altro che pianeggiante e dunque poco adatto per queste coltivazioni, più conveniente alla coltura del terreno.

#### Geologia
Il monte Rua, con un'altezza di 416 m, presenta una conformazione geologica tipica dei Colli Euganei, con un terreno principalmente composto da riolite, ovvero una roccia vulcanica, di colore chiaro, ricca di fessure e dalle svariate proprietà e benefici.

#### Idrografia
L'idrografia del territorio risulta essere condizionata dalla particolare geologia appena descritta, la roccia vulcanica non ha infatti permesso il costituirsi di grandi riserve d'acqua, ma solo la formazione di svariate piccole sorgenti, presenti principalmente lungo i versanti del monte.
Se sui pendii e anche a valle, le fonti idriche erano, seppur sotto forma di piccoli corsi d'acqua, ben presenti, in cima l'acqua era totalmente assente, proprio a causa del terreno vulcanico tipico della zona. L'importanza primaria dell'acqua ha fatto sì che l'uomo, e in particolare poi questi monaci, si adattassero alla condizione presente iniziando ad ingegnarsi per trovare vari modi per trasportare l'acqua dalle valli alla sommità del monte, dove abitavano. Nei primi tempi dell'occupazione del sito, venivano usate anfore e vasi da trasporto dell'acqua, con il passare del tempo e con l'evoluzione delle tecniche si è giunti alla costruzione e all'utilizzo di impianti di tubatura ipogei.

### Architettura
L'architettura dell'eremo riflette lo stile sobrio e contemplativo tipico dell'Ordine camaldolese. Il complesso è costituito da diverse strutture sono organizzate intorno alla chiesa principale, dedicata a Santa Maria Annunziata. Si tratta di ben 14 celle strutturalmente indipendenti e disposte lungo tre file orizzontali e parallele tra di loro. Esse sono articolate come piccole casette autonome ed includono un ambiente per il riposo, uno per lo studio e la meditazione, una cappella con altare, ed anche una legnaia collegata all'esterno con un orto, utilizzato dai monaci per la produzione dei beni alimentari di loro prima necessità.
La chiesa dell'eremo presenta linee semplici e una facciata austera.
L'articolazione planimetrica è caratterizzata da un'unica grande navata con cappelle laterali ed un coro ligneo. All'interno, affreschi e opere d'arte religiosa adornano le pareti, creando un ambiente di devozione e contemplazione. Più tardi invece, nel 1550 fu costruito dalla famiglia Contarini un'imponente cancellata in ferro che divide l'eremo dalla foresteria.
Uno degli elementi più suggestivi dell'eremo è il suo contesto naturale, immerso nella bellezza dei Colli Euganei. La posizione elevata offre viste panoramiche sulla campagna circostante, creando un'atmosfera di tranquillità e spiritualità. 

### Archeologia
L'Eremo di Santa Maria Annunziata, oltre ad essere un importante sito religioso, ha anche un interesse archeologico significativo. Le indagini archeologiche condotte nella zona circostante hanno portato alla luce reperti che testimoniano l'antica presenza umana in quest'area dei Colli Euganei. Le scoperte archeologiche includono resti di insediamenti preistorici, come capanne e manufatti in ceramica, che indicano una presenza umana sin dai tempi più remoti. Questi reperti forniscono preziose informazioni sulla vita quotidiana delle popolazioni preistoriche che abitavano la regione.
Sono stati inoltre rinvenuti anche reperti romani, come frammenti di mosaici, ceramiche e strutture architettoniche, che testimoniano l'importanza storica e culturale dell'area durante l'epoca romana.
Gli scavi archeologici continuano a portare alla luce nuove scoperte, contribuendo ad arricchire la nostra comprensione della storia e dell'evoluzione dell'area intorno all'Eremo di Santa Maria Annunziata.